# Prépotin
Prépotin est une ancienne commune française, située dans le département de l'Orne en région Normandie, devenue le 1er janvier 2016 une commune déléguée au sein de la commune nouvelle de Tourouvre-au-Perche.
Elle est peuplée de 122 habitants.

## Géographie
La commune est au nord du Perche. Son bourg est à 4,5 km à l'est de Soligny-la-Trappe, à 7,5 km au nord-ouest de Tourouvre, à 10 km au sud-est de Moulins-la-Marche et à 12 km au nord de Mortagne-au-Perche.
Prépotin est dans le bassin de la Seine, par deux de ses sous-affluents. La plus grande partie du territoire est dans le bassin de l'Itonne, qui traverse la commune du sud au nord sous le nom de ruisseau du Cerny. L'Itonne conflue avec l'Iton — affluent de l'Eure — 3 km plus au nord. Cette partie est ponctuée d'étangs. La frange est de la commune livre ses eaux à l'Avre — autre affluent de l'Eure — qui, après avoir pris sa source dans la commune de Bubertré voisine, borde la commune à l'est.
Le point culminant (303/304 m) se situe en limite sud, près du lieu-dit la Renardière. Le point le plus bas (244 m) correspond à la sortie du ruisseau du Cerny du territoire, au nord (étang Dais). La commune est majoritairement boisée (forêt domaniale du Perche).
| Soligny-la-Trappe                                                             | Soligny-la-Trappe                                | Bresolettes (comm. nouv. de Tourouvre-au-Perche) |
| Soligny-la-Trappe                                                             | Prépotin                                         | Bresolettes (comm. nouv. de Tourouvre-au-Perche) |
| Sainte-Céronne-lès-Mortagne, Lignerolles (comm. nouv. de Tourouvre-au-Perche) | Lignerolles (comm. nouv. de Tourouvre-au-Perche) | Bubertré (comm. nouv. de Tourouvre-au-Perche)    |

## Toponymie
Le nom de la localité est attesté sous la forme latinisée de Prato Potini en 1215. 
Il s'agit d'une formation toponymique médiévale en Pré- « pré, prairie ». Le second élément -potin représente l'anthroponyme Potin.
Le gentilé est Prépotinois.

## Histoire
Le 27 vendémiaire an II (18 octobre 1793), Jean-Étienne Ledain, curé de Prépotin (natif de Verneuil-sur-Avre), fut déclaré suspect par le Tribunal révolutionnaire et condamné.
Le 1er janvier 2016, Prépotin intègre avec neuf autres communes la commune de Tourouvre-au-Perche créée sous le régime juridique des communes nouvelles instauré par la loi no 2010-1563 du 16 décembre 2010 de réforme des collectivités territoriales. Les communes d'Autheuil, Bivilliers, Bresolettes, Bubertré, Champs, Lignerolles, La Poterie-au-Perche, Prépotin, Randonnai et Tourouvre deviennent des communes déléguées et Tourouvre est le chef-lieu de la commune nouvelle.

## Politique et administration
| Période                                  | Période       | Identité           | Étiquette | Qualité           |
| ---------------------------------------- | ------------- | ------------------ | --------- | ----------------- |
| juin 1995                                | mars 2008     | Raymonde Boulanger |           |                   |
| mars 2008                                | décembre 2015 | Bernard Colin      | SE        | Gérant de société |
| Les données manquantes sont à compléter. |               |                    |           |                   |

Le conseil municipal était composé de onze membres dont le maire et un adjoint. Deux de ces conseillers intègrent le conseil municipal de Tourouvre-au-Perche le 1er janvier 2016 jusqu'en 2020 dont Bernard Colin qui devient maire délégué.

## Démographie
En 2021, la commune comptait 122 habitants. Depuis 2004, les enquêtes de recensement dans les communes de moins de 10 000 habitants ont lieu tous les cinq ans (en 2005, 2010, 2015, etc. pour Prépotin) et les chiffres de population municipale légale des autres années sont des estimations.
Prépotin a compté jusqu'à 343 habitants en 1841.
| 1793 | 1800 | 1806 | 1821 | 1836 | 1841 | 1846 | 1851 | 1856 |
| ---- | ---- | ---- | ---- | ---- | ---- | ---- | ---- | ---- |
| 326  | 203  | 321  | 335  | 321  | 343  | 324  | 318  | 300  |

| 1861 | 1866 | 1872 | 1876 | 1881 | 1886 | 1891 | 1896 | 1901 |
| ---- | ---- | ---- | ---- | ---- | ---- | ---- | ---- | ---- |
| 284  | 266  | 232  | 228  | 235  | 215  | 219  | 214  | 197  |

| 1906 | 1911 | 1921 | 1926 | 1931 | 1936 | 1946 | 1954 | 1962 |
| ---- | ---- | ---- | ---- | ---- | ---- | ---- | ---- | ---- |
| 185  | 156  | 132  | 146  | 147  | 148  | 169  | 121  | 120  |

| 1968 | 1975 | 1982 | 1990 | 1999 | 2005 | 2010 | 2015 | 2019 |
| ---- | ---- | ---- | ---- | ---- | ---- | ---- | ---- | ---- |
| 93   | 56   | 70   | 77   | 95   | 110  | 125  | 126  | 120  |

## Lieux et monuments
- Église fortifiée Saint-Jacques[11].
- Forêt de la Trappe, forêt du Perche.
- Nombreux étangs (étang Dais, étang Neuf, étang Robin…).
- La réserve naturelle régionale de la clairière forestière de Bresolettes est en partie sur le territoire de la commune.